# Ormosia subdentifera
Ormosia subdentifera là một loài ruồi trong họ Limoniidae. Chúng phân bố ở miền Tân bắc.